# Amphritea
Genre
Les Amphritea sont un genre de bactéries de la famille Oceanospirillaceae de l'ordre Oceanospirillales. Ce sont des bactéries marines à Gram négatif de la classe des Gammaproteobacteria dans le phylum Pseudomonadota.

## Historique
C'est sur un prélèvement d'une espèce de moule abyssale du genre Bathymodiolus effectué dans le champ hydrothermal de Logatchev sur la dorsale médio-atlantique à une profondeur d'environ 3 000 m qu'a pu être isolée la souche M41 qui deviendra la souche type de l'espèce Amphritea atlantica, espèce type du nouveau genre de bactéries marines Amphritea. Le nom est validé par l'ICSP et publié en novembre 2005 dans une publication de l'IJSEM.

## Taxonomie

### Étymologie
L'étymologie du nom du genre Amphritea est la suivante : Am.phri’tea N.L. fem. n. Amphritea, le nom d'un genre bactérien; vient du Gr. fem. n. Amphrite, une nymphe de l'océan dans la mythologie grecque, fait référence à l'habitat de cette bactérie,.

## Liste des espèces
Selon LPSN (9 juin 2025), le genre des Amphritea comprend 6 espèces publiées de manière valide :
- Amphritea atlantica Gärtner et al. 2008
- Amphritea balenae Miyazaki et al. 2008
- Amphritea japonica Miyazaki et al. 2008
- Amphritea opalescens Han et al. 2019
- Amphritea pacifica Cai et al. 2021
- Amphritea spongicola Jang et al. 2015

### Espèces déplacées
Selon la LPSN, l'espèce Amphritea ceti, auparavant classé dans le genre Amphritea a été renommée en Aliamphritea ceti en 2023 dans le nouveau genre Aliamphritea.